# Colostygia laetaria
Colostygia laetaria is een vlinder uit de familie spanners (Geometridae). De wetenschappelijke naam is voor het eerst geldig gepubliceerd in 1853 door de La Harpe.
De soort komt voor in Europa.